# Personenlexikon zur Christlichen Archäologie
 (août 2023).
Si vous disposez d'ouvrages ou d'articles de référence ou si vous connaissez des sites web de qualité traitant du thème abordé ici, merci de compléter l'article en donnant les références utiles à sa vérifiabilité et en les liant à la section « Notes et références ».
 (août 2023).
La mise en forme du texte ne suit pas les recommandations de Wikipédia : il faut le « wikifier ».
Les points d'amélioration suivants sont les cas les plus fréquents :
- Les titres sont pré-formatés par le logiciel. Ils ne sont ni en capitales, ni en gras.
- Le texte ne doit pas être écrit en capitales (les noms de famille non plus), ni en gras, ni en italique, ni en « petit »…
- Le gras n'est utilisé que pour surligner le titre de l'article dans l'introduction, une seule fois.
- L'italique est rarement utilisé : mots en langue étrangère, titres d'œuvres, noms de bateaux, etc.
- Les citations ne sont pas en italique mais en corps de texte normal. Elles sont entourées par des guillemets français : « et ».
- Les listes à puces sont à éviter, des paragraphes rédigés étant largement préférés. Les tableaux sont à réserver à la présentation de données structurées (résultats, etc.).
- Les appels de note de bas de page (petits chiffres en exposant, introduits par l'outil «  Source ») sont à placer entre la fin de phrase et le point final[comme ça].
- Les liens internes (vers d'autres articles de Wikipédia) sont à choisir avec parcimonie. Créez des liens vers des articles approfondissant le sujet. Les termes génériques sans rapport avec le sujet sont à éviter, ainsi que les répétitions de liens vers un même terme.
- Les liens externes sont à placer uniquement dans une section « Liens externes », à la fin de l'article. Ces liens sont à choisir avec parcimonie suivant les règles définies. Si un lien sert de source à l'article, son insertion dans le texte est à faire par les notes de bas de page.
- La présentation des références doit suivre les conventions bibliographiques. Il est recommandé d'utiliser les modèles {{Ouvrage}}, {{Chapitre}}, {{Article}}, {{Lien web}} et/ou {{Bibliographie}}. Le mode d'édition visuel peut mettre en forme automatiquement les références.
- Insérer une infobox (cadre d'informations à droite) n'est pas obligatoire pour parachever la mise en page.

Pour une aide détaillée, merci de consulter Aide:Wikification.
Si vous pensez que ces points ont été résolus, vous pouvez retirer ce bandeau et améliorer la mise en forme d'un autre article.
Le Personenlexikon zur Christlichen Archäologie est un ouvrage de référence en allemand sur les chercheurs et personnalités de l'archéologie paléochrétienne du XVIe au XXIe siècle de plus de 30 pays d'Europe, d'Asie, d'Afrique du Nord et d'Amérique du Nord.

## L'encyclopédie
Avec ses 1 504 articles personnels, cet ouvrage de référence ne se considère pas comme une étude personnelle exclusivement d'archéologues chrétiens, mais comme une prosopographie de l'archéologie chrétienne, qui inclut également des personnes de sujets connexes (archéologie classique, préservation des monuments, histoire de l'art, architecture, etc.) qui ont apporté des contributions pertinentes à l’archéologie chrétienne. Les biographies individuelles sont complétées par une compilation des documents d'archives aussi complète que possible. En outre, il existe une liste de publications sélectionnées par les différents chercheurs, ainsi que des références à d'éventuelles bibliographies existantes et une sélection de littérature secondaire sur la personne concernée. Un répertoire des personnes et un répertoire des lieux de travail et des institutions permettent de suivre l'environnement académique et le réseau personnel des chercheurs.
La première édition en deux volumes est publiée en 2012 par Verlag Schnell und Steiner (de) en coopération avec l'Institut pontifical d'archéologie chrétienne (PIAC), Rome.

## Rédacteurs et collaborateurs

### Rédacteurs
- Stefan Heid, professeur d'histoire liturgique et d'hagiographie à l'Institut pontifical d'archéologie chrétienne de Rome et directeur de l'Institut romain de la Société Görres (de).
- Martin Dennert a étudié l'archéologie chrétienne et l'histoire de l'art byzantin à Fribourg-en-Brisgau. Il est chercheur associé au Lexicon Iconographicum Mythologiae Classicae à Bâle.

### Collaborateurs
| - Juan Manuel Abascal Palazón - Annarena Ambrogi - Claudia Angelelli - Agostina Appetecchia - Hans-Georg Aschoff - John Azzopardi - Josipa Baraka - François Baratte - Miquel Barbarà Anglès - Simona Barberini - Palmira M. Barbini - Xavier Barral i Altet - Giulia Berardi - Régis Bertrand - Elena Besana - Michael Blech - Hanswulf Bloedhorn - Alessandro Bonfiglio - Alessandro Borgomainerio - Olof Brandt - Rajko Bratož - Ottavio Bucarelli - Stefano Buonaguro - Elisa Canetri - Valentina Cantone | - Francesca Carboni - Pedro Castillo Maldonado - Eugenia Chalkia - Sabrina Cimini - Giuseppina Cipriano - Gaetano Colantuono - Giuseppe Maria Croce - Giuseppe Cuscito - Elżbieta Dąbrowska - Darija Damjanović - Ernst Dassmann (de) - Maria Paola Del Moro - Stefano De Luca O.F.M. - Martin Dennert - Gianfranco De Rossi - Alejandro Mario Dieguez - Michael Dillmann O.P. - Katia di Penta - Carlo Ebanista - Jürgen Werinhard Einhorn O.F.M. - Daniela Esposito - Giuseppe Falzone - Raffaella Farioli Campanati - Francisca Feraudi-Gruénais | - Penelope Filacchione - Ivan Foletti - Joann Freed - Michèle Gaillard - Irmfried Garbe - Giovanni Gardini - Albrecht Gerber - Massimiliano Ghilardi - Ilenia Gradante - Christine Maria Grafinger - Giuseppe Grande - Ljudmila Grinenko - Giuseppe Antonio Guazzelli - Federico Guidobaldi - Hayk Hakobyan - Antonius Hamers - Stefan Heid - Johan Ickx - Karen Ilardi - Mat Immerzeel - Emil Iwanow (de) - Bożena Iwaszkiewicz-Wronikowska - Elżbieta Jastrzębowska - Bernard Joassart S.J. - Agnieszka Karmańska | - Ljudmila Georgievna Khrushkova - Antoni Kiełbasa S.D.S. - Wolfram Kinzig (de) - Ulrike Koenen - Petr Kubín - Alexander Kuhn - Johannes Laichner - Stefan Laube - Anna Leone - Paolo Liverani - Vinni Lucherini - Valentina Luciani - Virgine Ludwig - Pasquale Magnano - Lucia Majorca - Jean Nicolas Malget - Libor Marek - Emilio Marin - Rossana Martorelli - Francesca Paola Massara - Daria Mastrorilli - Sofia Mata de la Cruz - Danilo Mazzoleni - Giovanni Mennella - Jürgen Merten | - Branka Migotti - Mihailo Milinković - Giovanni Montanari - Debora Morfino - Aleksandr Musin - Giorgio Nestori - Doria Nicolaou - Anna Maria Nieddu - Claudio Noviello - Tina Maria Obershaw - Elvira Ofenbach - Giorgio Otranto - Albert Ovidiu - Daniela Pacchiani - Sergio Pagano C.R.S.P. - Cinzia Palombi - Domenico Palombi - Letizia Pani Ermini - Andrea Paribeni - Silvia Pasi - Silvia Pedone | - Philippe Pergola - Sabrina Pietrobono - Eleonora Pistis - Sandro Piussi - Annegret Plontke-Lüning - Vincenzo Poggi S.J. - Ivana Popović - Christo Preschlenow - Nade Proeva - Daniela Quadrino - Paola Quaranta - Anna Maria Ramieri - Cristina Ranucci - Lada Ratković-Bukovčan - Marjan Rebernik - Albert Vincent Ribera i Lacomba - Sebastian Ristow (de) - Francesco Rivieccio - Rita Romanelli - Tatiana Rovidotti - Eugenio Russo - Leonard Victor Rutgers - Flavia Salvatori - Hans Reinhard Seeliger (de) - Ante Škegro | - Gerlinde Strohmaier-Wiederanders - Manuela Studer-Karlen - Andreas Tacke (de) - Alessandro Teatini - Doreen Tesche - Martin Teubner - Krisztina Tóth - Jetze Touber - Vasiliki Tsamakda - Péter Tusor - Purificación Ubric Rabaneda - Fortunatina Vaccaro - Joaquim José Valente da Cruz M.C.C.J. - Miloje Vasić - Alessia Vivaldi - Brigitte Waché - Inés Warburg - Winfried Weber (de) - Asnu-Bilban Yalçin - Alexander Zäh - Pietro Zovatto |

## Indication bibliographique
- Stefan Heid, Martin Dennert (Hrsg.): Personenlexikon zur Christlichen Archäologie. Forscher und Persönlichkeiten vom 16. bis zum 21. Jahrhundert. 2 Bände. Schnell & Steiner, Regensburg 2012,  (ISBN 978-3-7954-2620-0).